# José Ignacio Oñaederra
José Ignacio Oñaederra Bayón (Santurce, 17 de febrero de 1952) es un exfutbolista español que se desempeñaba como defensa. Jugó 114 partidos en Primera División entre Real Zaragoza (94) y Athletic Club (20).

## Clubes
| Club               | País   | Año       |
| ------------------ | ------ | --------- |
| Bilbao Athletic    | España | 1971-1972 |
| S. D. Llodio       | España | 1972-1973 |
| Barakaldo C. F.    | España | 1973-1975 |
| Athletic Club      | España | 1975-1977 |
| Real Zaragoza      | España | 1977-1983 |
| CF Lorca Deportiva | España | 1983-1986 |